# ジョコ・タネスキ
ジョコ・タネスキ（マケドニア語:Ѓоко Танески / Ǵoko Taneski、ラテン文字転写例:Gjoko Taneski、1977年3月2日 - ）は、北マケドニア共和国の歌手である。
1977年3月2日に、ユーゴスラビア社会主義連邦共和国・マケドニア社会主義共和国のオフリドに生まれる。1996年にマケドニアで有名な音楽祭マクフェスト (MakFest) に参加したことが、音楽業界でのキャリアの始まりであった。2007年には初のアルバム『Збогум најмила』 (Zbogum Najmila) が発売される。2010年2月、ユーロビジョン・ソング・コンテスト2010のマケドニア共和国代表に選ばれ、5月にオスロで行われる同大会に出場した。

## アルバム
- 2007年: Збогум најмила (Zbogum Najmila)